# Baila morena (chanson de Lucenzo)
Pour les articles homonymes, voir Baila morena.
Singles par Lucenzo
Danza Kuduro
(2010) Wine It Up
(2012)
Baila Morena est une chanson de Lucenzo sortie le 13 décembre 2010, écrite et composée par Lucenzo. Ce single succède à Vem Dançar Kuduro et Danza Kuduro.

## Classement par pays
| Classement (2011) | Meilleure position |
| ----------------- | ------------------ |
| Belgique          | 9                  |
| France (SNEP)     | 9                  |
| France (Club 40)  | 6                  |
| Portugal (AFP)    | 5                  |

| Classement (2010) | Meilleure position |
| ----------------- | ------------------ |
| France (Club 40)  | 12                 |